# Pirkko Määttä
Pirkko Sisko Määttä (ur. 7 marca 1959 w Kuusamo) – fińska biegaczka narciarska, dwukrotna medalistka olimpijska i trzykrotna medalistka mistrzostw świata.

## Kariera
Igrzyska olimpijskie w Sarajewie w 1984 r. były jej olimpijskim debiutem. Finki w składzie: Pirkko Määttä, Eija Hyytiäinen, Marjo Matikainen i Marja-Liisa Hämäläinen wywalczyły tam brązowy medal w sztafecie 4 × 5 km. W swoim najlepszym starcie, w biegu na 20 km techniką klasyczną Määttä zajęła 9. miejsce. Podczas igrzysk olimpijskich w Calgary Finki z Pirkko w składzie powtórzyły wynik z Sarajewa i zdobył kolejny brązowy medal w sztafecie. Indywidualnie jej najlepszym wynikiem było 7. miejsce w biegu na 10 km stylem klasycznym. Na igrzyskach olimpijskich w Albertville zajęła 17. miejsce w biegu na 15 km techniką klasyczną oraz 4 w sztafecie. Startowała także na igrzyskach olimpijskich w Lillehammer w 1994 r., gdzie zajęła między innymi 9. miejsce w biegu na 5 km techniką klasyczną, a wraz z koleżankami z reprezentacji po raz kolejny zajęła 4. miejsce.
W 1987 r. zadebiutowała na mistrzostwach świata zajmując 8. miejsce w biegu na 10 km i 9. miejsce w biegu na 5 km techniką klasyczną podczas mistrzostw w Oberstdorfie. Najlepsze wyniki osiągnęła na mistrzostwach świata w Lahti w 1989 r. Wraz z Marją-Liisą Kirvesniemi, Jaaną Savolainen i Marjo Matikainen zdobyła złoty medal w sztafecie. Ponadto zdobyła także srebrny medal w biegu na 10 km techniką klasyczną oraz brązowy na dystansie 15 km rozgrywanym tą samą techniką. Na mistrzostwach świata w Val di Fiemme wystartowała tylko w biegu na 15 km stylem klasycznym zajmując 5. miejsce. Podczas mistrzostw świata w Falun jej najlepszym wynikiem było 6. miejsce w biegu na 5 km stylem klasycznym. Mistrzostwa świata w Thunder Bay były ostatnimi w jej karierze. W swoim najlepszym starcie, na 15 km techniką klasyczną Määttä zajęła 8. miejsce.
Najlepsze wyniki w Pucharze Świata osiągnęła w sezonach 1985/1986 i 1988/1989, kiedy to zajmowała 9. miejsce w klasyfikacji generalnej. Łącznie 3 razy stawała na podium zawodów Pucharu Świata, ani razy nie odniosła zwycięstwa. W 1995 r. postanowiła zakończyć karierę.

## Osiągnięcia

### Igrzyska olimpijskie
| Miejsce | Dzień     | Rok  | Miejscowość | Konkurencja             | Czas biegu | Strata  | Zwyciężczyni           |
| ------- | --------- | ---- | ----------- | ----------------------- | ---------- | ------- | ---------------------- |
| 19.     | 9 lutego  | 1984 | Sarajewo    | 10 km stylem klasycznym | 31:44,2    | +2:29,2 | Marja-Liisa Hämälainen |
| 10.     | 12 lutego | 1984 | Sarajewo    | 5 km stylem klasycznym  | 17:04,0    | +44,0   | Marja-Liisa Hämälainen |
| 3.      | 15 lutego | 1984 | Sarajewo    | Sztafeta 4 × 5 km       | 1:06:49,7  | +4:22,6 | Norwegia               |
| 9.      | 18 lutego | 1984 | Sarajewo    | 20 km stylem klasycznym | 1:01:45,0  | +2:52,6 | Marja-Liisa Hämälainen |
| 7.      | 14 lutego | 1988 | Calgary     | 10 km stylem klasycznym | 30:08,3    | +44,1   | Vida Vencienė          |
| 16.     | 17 lutego | 1988 | Calgary     | 5 km stylem klasycznym  | 15:04,0    | +47,8   | Marjo Matikainen       |
| 3.      | 21 lutego | 1988 | Calgary     | Sztafeta 4 × 5 km       | 59:51,1    | +2:02,7 | ZSRR                   |
| 17.     | 9 lutego  | 1992 | Albertville | 15 km stylem klasycznym | 42:20,8    | +3:19,7 | Lubow Jegorowa         |
| 4.      | 17 lutego | 1992 | Albertville | Sztafeta 4x5 km         | 59:34,8    | +1:18,1 | WNP                    |
| 9.      | 15 lutego | 1994 | Lillehammer | 5 km stylem klasycznym  | 14:08,8    | +42,7   | Lubow Jegorowa         |
| 15.     | 17 lutego | 1994 | Lillehammer | 5+10 km pościgowy       | 41:38,9    | +2:22,7 | Lubow Jegorowa         |
| 4.      | 21 lutego | 1994 | Lillehammer | Sztafeta 4 × 5 km       | 57:12,5    | +2:03,4 | Rosja                  |
| 14.     | 24 lutego | 1994 | Lillehammer | 30 km stylem klasycznym | 1:25:41,6  | +5:05,9 | Manuela Di Centa       |

### Mistrzostwa świata
| Miejsce | Dzień     | Rok  | Miejscowość   | Konkurencja             | Czas biegu | Strata  | Zwyciężczyni            |
| ------- | --------- | ---- | ------------- | ----------------------- | ---------- | ------- | ----------------------- |
| 8.      | 13 lutego | 1987 | Oberstdorf    | 10 km stylem klasycznym | 31:49,5    | +48,7   | Anne Jahren             |
| 9.      | 16 lutego | 1987 | Oberstdorf    | 5 km stylem klasycznym  | 14:45,7    | +26,6   | Marjo Matikainen        |
| 6.      | 18 lutego | 1987 | Oberstdorf    | Sztafeta 4 × 5 km       | 58:08,8    | +2:13,2 | ZSRR                    |
| 2.      | 17 lutego | 1989 | Lahti         | 10 km stylem klasycznym | 29:19,0    | +53,2   | Marja-Liisa Kirvesniemi |
| 3.      | 21 lutego | 1989 | Lahti         | 15 km stylem klasycznym | 47:46,6    | +35,8   | Marjo Matikainen        |
| 1.      | 23 lutego | 1989 | Lahti         | Sztafeta 4 × 5 km       | 54:49,8    | -       | -                       |
| 5.      | 8 lutego  | 1991 | Val di Fiemme | 15 km stylem klasycznym | 14:04,2    | +1:52,1 | Jelena Välbe            |
| 4.      | 14 lutego | 1991 | Val di Fiemme | Sztafeta 4 × 5 km       | 55:36,6    | +1:17,1 | ZSRR                    |
| 7.      | 19 lutego | 1993 | Falun         | 15 km stylem klasycznym | 44:49,0    | +1:52,8 | Jelena Välbe            |
| 6.      | 21 lutego | 1993 | Falun         | 5 km stylem klasycznym  | 14:07,6    | +13,5   | Łarisa Łazutina         |
| 15.     | 23 lutego | 1993 | Falun         | 5+10 km pościgowy       | 40:19,0    | +1:50,3 | Stefania Belmondo       |
| 4.      | 25 lutego | 1993 | Falun         | Sztafeta 4 × 5 km       | 54:15,7    | +1:14,3 | Rosja                   |
| 15.     | 27 lutego | 1993 | Falun         | 30 km stylem dowolnym   | 1:22:41,3  | +5:38,5 | Stefania Belmondo       |
| 8.      | 10 marca  | 1995 | Thunder Bay   | 15 km stylem klasycznym | 41:27,5    | +2:37,9 | Łarisa Łazutina         |
| 12.     | 12 marca  | 1995 | Thunder Bay   | 5 km stylem klasycznym  | 15:23,7    | +1:07,9 | Łarisa Łazutina         |
| 30.     | 14 marca  | 1995 | Thunder Bay   | 5+10 km pościgowy       | 43:19,6    | +4:06,2 | Łarisa Łazutina         |
| 6.      | 16 marca  | 1995 | Thunder Bay   | Sztafeta 4 × 5 km       | 53:47,6    | +3:32,1 | Rosja                   |

### Puchar Świata

#### Miejsca w klasyfikacji generalnej
- sezon 1981/1982: 66.
- sezon 1982/1983: 22.
- sezon 1983/1984: 17.
- sezon 1984/1985: 38.
- sezon 1985/1986: 9.
- sezon 1986/1987: 12.
- sezon 1987/1988: 11.
- sezon 1988/1989: 9.
- sezon 1989/1990: 20.
- sezon 1990/1991: 16.
- sezon 1991/1992: 32.
- sezon 1992/1993: 14.
- sezon 1993/1994: 19.
- sezon 1994/1995: 18.

#### Miejsca na podium
| Nr | Dzień      | Rok  | Miejscowość | Konkurencja             | Czas biegu  | Strata  | Miejsce | Zwycięzca               |
| -- | ---------- | ---- | ----------- | ----------------------- | ----------- | ------- | ------- | ----------------------- |
| 1. | 17 grudnia | 1988 | Davos       | 10 km stylem klasycznym | ?           | ?       | 2       | Julia Szamszurina       |
| 2. | 19 lutego  | 1989 | Lahti       | 10 km stylem klasycznym | 29:19.0 min | 53.2 s  | 2       | Marja-Liisa Kirvesniemi |
| 3. | 21 lutego  | 1989 | Lahti       | 15 km stylem klasycznym | 47:46.6 min | +35.8 s | 3       | Marjo Matikainen        |